# Ueber die Anzahl der Primzahlen unter einer gegebenen Grösse
Ueber die Anzahl der Primzahlen unter einer gegebenen Grösse (letteralmente: Sul numero di numeri primi al di sotto di una certa grandezza) è un articolo scientifico scritto dal matematico Bernhard Riemann e pubblicato su Monatsberichte der Königlich Preußischen Akademie der Wissenschaften zu Berlin nel 1859. È l'unico articolo di Riemann sulla teoria dei numeri.
In esso, Riemann studia per la prima volta la funzione zeta (ζ(s)) dal punto di vista dell'analisi complessa,  applicando questi risultati allo studio della funzione enumerativa dei primi; le idee e i metodi qui introdotti sono diventati parte essenziale della teoria analitica dei numeri.
Tra i nuovi risultati, Riemann dimostra l'esistenza di un prolungamento analitico della funzione zeta su {\displaystyle \mathbb {C} \setminus \{1\}}, e ne dimostra l'equazione funzionale; introduce anche la funzione intera {\displaystyle \xi (s)}, strettamente legata a {\displaystyle \zeta (s)}. Riemann avanza anche la congettura che tutti gli zeri non banali della funzione zeta abbiano parte reale 1/2: questa congettura, ancora non dimostrata,  è nota come ipotesi di Riemann.